# Yūaikai
Die Yūaikai (japanisch 友愛会) – „Kameradschaftliche Vereinigung“, gegründet von Suzuki Bunji im Jahr 1912, war eine Vereinigung zur Förderung der Wohlfahrt der Arbeiter.

## Geschichte
Im August 1912 gründete Suzuki Bunji (1885–1946) eine Vereinigung zur gegenseitigen Hilfe, die Yūaikai. Von den anfänglich 13 Arbeitern, die an der Gründung beteiligt waren, wuchs die Gesellschaft allmählich und schloss beide Seiten ein: sowohl Arbeiter als auch Intellektuelle. Die Yūaikai entwickelte verschiedene Wohlfahrtsaktivitäten bezüglich Gesundheit, Ausbildung und Rechtsberatung und gründete Zweigvereine außerhalb Tokios. 1914 hatte die Vereinigung 2.451 Mitglieder, 1916 wurde eine Abteilung für Frauen eingerichtet, und im Frühling 1917 hatte die Yūaikai über 20.000 Mitglieder, dann 1918 30.000.
Bereits seit 1912 erschien regelmäßig die Zeitschrift „Yūai Shimpō“. (友愛新報) „Yūai Nachrichten“, die dann 1914 den Namen „Rōdō oyobi Sagyō“ (労働及び産業) – „Arbeit und Industrie“ erhielt. Während in der Gründungsphase gegenseitige Unterstützung und der Ausgleich zwischen Arbeit und Kapital im Mittelpunkt stand, wurde die Vereinigung dann zunehmend eine mehr politisch aktive Arbeiterorganisation, die nun auch in Streiks verwickelt wurde.
Die Vereinigung schwankte nun in ihren Aktivitäten zwischen dem Einsatz für stärkere eine Gewerkschaft und der Furcht von Repressionen der Regierung. Während der Abwesenheit Suzukis 1918 wurde die Seite stärker, die mehr politische Aktivitäten forderte. Und so hatte sich bei Suzukis Rückkehr die Gewerkschaftslinie durchgesetzt, was Suzuki dann akzeptierte. Er blieb so weiterhin einer der führenden Persönlichkeiten. 
Auf der neuen Linie der Vereinigung lag die Absage an die Kyōchōkai, und 1919 wurde der Name geändert in „Dainihon Rōdō Sōdōmei yūkai“ (大日本労働総同盟友愛会) – „Allgemeine Arbeitervereinigung Großjapans – Yūaikai“. Sie setzte sich u. a. für die Freiheit, Gewerkschaften zu organisieren und für einen Achtstundentag ein. 1921 verzichtete man auf den Zusatz „Yūaikai“ und war als „Nihon Rōdō Sōdomei“ eine der großen Arbeitervereinigungen zwischen den Weltkriegen. Ihr Anliegen wurde nach dem Zweiten Weltkrieg dann von anderen Arbeiterorganisationen weiter geführt.
Zum hundertjährigen Jubiläum wurde ein Museum zur Geschichte der Yūai-Gewerkschaftsbewegung (友愛労働歴史館, Yūai Rōdō Rekishi-kan) in Tokio eingeweiht.